# الجامعة النووية العالمية

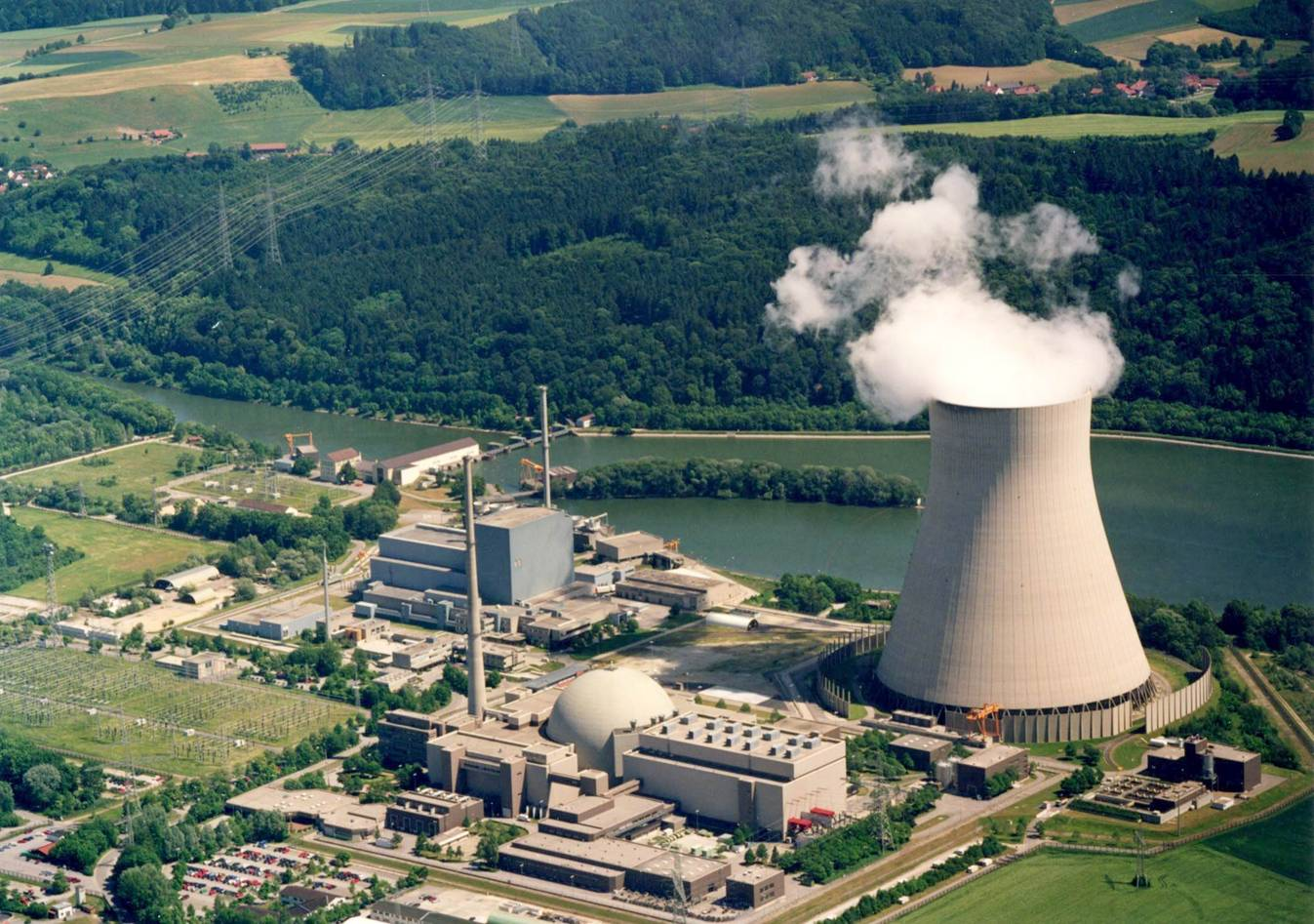
مفاعل نووي لانتاج الكهرباء

الجامعة النووية العالمية (WNU) هي شبكة تم إنشاؤها في عام 2003 في الذكرى الخمسين لمبادرة الرئيس الأمريكي دوايت دي أيزنهاور «الذرة من أجل السلام»، وتم الاعتراف بها على أنها «شراكة من أجل التنمية المستدامة» من قبل لجنة الأمم المتحدة المعنية بالتنمية المستدامة (CSD).

## نبذة
الجامعة النووية العالمية هي منظمة غير ربحية تدير سلسلة من البرامج في جميع أنحاء العالم. تم تصميم غالبية برامج الجامعة النووية العالمية للمهنيين العاملين بالصناعة النووية، وتهدف البرامج إلى تعزيز قضية التطبيقات السلمية للتقنيات النووية. تركز الجامعة النووية العالمية على بناء المهارات القيادية، وتقديم منظور واسع حول الموضوعات الرئيسية في التطبيقات النووية السلمية.

## البرامج
- المعهد الصيفي (شهري يوليو وأغسطس).[4]
- إنتاج اليورانيوم.
- دورات قصيرة بالمجال النووي.
- الأولمبياد النووي.
- تقنيات الإشعاع النووي.
- اللغة الإنجليزية النووية.